# Viljem Polak
Viljem Polak, slovenski poslovnež in mecen,* 7. april 1843, Tržič, Avstrijsko cesarstvo, † 29. marec 1908, Ljubljana, Avstro-Ogrska.

## Življenjepis
Rodil se je  7. aprila 1843 v Tržiču kot 10. izmed 13 otrok Gašperja Pollaka. Osnovno šolo je obiskoval v Tržiču, spodnjo realko v Ljubljani, zgornjo pa v Bratislavi. 
Tehniko je študiral na Dunaju in v Zürichu. V Zürichu je tudi diplomiral in se nato zaposlil pri avstrijskih državnih železnicah. Na železnicah je delal med letoma 1868 in 1880. V tem času 1868–71 je trasiral in gradil železniške proge v Zgornji Avstriji, na Štajerskem, v Primorju in Dalmaciji in bil 1875 stavbeni vodja pri gradnji železnic Split—Knin in Split—Šibenik. 
Leta 1880 je izstopil iz državne službe in se kot privatni podjetnik skupaj z neko francosko družbo sodeloval pri gradnji železniške proge Beograd—Niš (1881–1883). Vodil in sodeloval je pri je delih za regulacijo Adiže na Tirolskem, gradil ceste med Levico in Pergine in v dolini Valsugana, vodil gradnjo anatolskih železnic v  zahodnem delu Male Azije, prav tako je sodeloval pri gradnji  3360 m dolgega predora Albis na progi Thalweil—Zug v Švici. 
Leta 1895 se je vrnil v domovino s precejšnjim premoženjem, ki si ga je bil pridobil z gradbenimi posli v tujini, sprva je živel v Tržiču, potem pa v Ljubljani. Polak je bil je že od mladih nog ponosen domoljub, že v gimnazijskih letih je za materni jezik navedel slovenščino in pisal svoj priimek tudi pozneje v tujini dosledno le z enim l, medtem ko so sorodniki obdržali zapis Pollak. 
Živel je precej odmaknjen od javnosti, saj se v javnosti ni rad pojavljal, zato je tudi odklonil ponujeno mu kandidaturo v ljubljanski občinski svet. Namesto tega se raje zanimal za vsa slovenska prizadevanja ter radodarno podpiral narodna društva in fonde. Sprožil je tudi zamisel, naj se v Ljubljani sezida slovenski dijaški dom. Redno se je udeleževal vseh volilnih bojev za slovenski Tržič, pokupil je tudi velik del delnic za tržiški Narodni dom in nekaj časa deloval pri Tržiški posojilnici. Kot nasprotnik raznarodovalne politike je zagovarjal  načelo radikalne narodne osamosvojitve z lastnimi moči. Iz zakona s sestrično Pavlo, hčerko deželnega šolskega nadzornika Jakoba Smoleja, ni imel otrok. Umrl je 29. marca 1908 v Ljubljani, pokopan je v Tržiču.
Svoje narodno in človekoljubno mišljenje je pokazal v oporoki 6. februarja 1908, v kateri je poskrbel za soprogo in sestro, poleg tega pa je zapustil okoli 300.000 kron (K) za razne narodne in socialne namene: tržiški šoli 3000 K, tržiškemu Sokolu 3000 K, Slovenskemu bralnemu društvu v Tržiču 3000 K, dijaški kuhinji v Kranju 6000 K, ustanovam »Inženir I« in »Inženir II« za slovenske dijake višjih šol 15.000 K, zavetišču za tržiške reveže 42.500 K, povrh  pa še 3000 K za hrano in obleko ubogim tržiškim hiralcem in slednjič Družbi svetega Cirila in Metoda vse ostalo premično imetje, ki je bilo ocenjeno na 190.187 K. To je bila prva velika donacija, ki jo je prejela Družba svetega Cirila in Metoda.